# اکتا

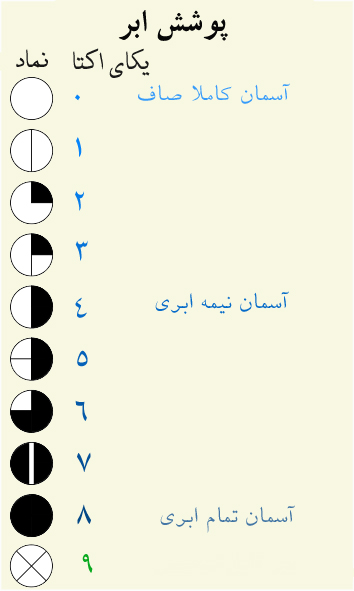

اُکتا(به انگلیسی: Okta) در هواشناسی یکای اندازه‌گیری میزان پوشش ابر در هر منطقه است. این اندازه‌گیری به وسیلهٔ ایستگاه‌های هواشناسی انجام می‌شود. اکتا دارای هشت درجه بندی است که وضعیت آسمان از نظر پوشش ابر به این هشت درجه تقسیم می‌شود. این هشت درجه از صفر اکتا(آسمان کاملاً صاف) تا ۸ اکتا (تمام ابری) است. علاوه بر این ۸ درجه در کد سیناپ یک نشانگر دیگر با شمارهٔ ۹ وجود دارد که نشاندهندهٔ وضعیتی است که آسمان به دلایلی کاملاً از دید پنهان است که معمولاً این دلایل مه (ابر) یا برف سنگین می‌باشند.